# Copa de Yugoslavia de waterpolo masculino
La Copa de Yugoslavia de waterpolo masculino era la segunda competición más importante de waterpolo masculino entre clubes de Yugoslavia. Después de la separación del país, desapareció la copa.

## Historia
Estos son los ganadores de la copa:
- 1991: VK Partizan
- 1990: VK Partizan
- 1989: HAVK Mladost
- 1988: VK Partizan
- 1987: VK Partizan
- 1986: Kotor
- 1985: VK Partizan
- 1984: VK Jug Dubrovnik
- 1983: POŠK Split
- 1982: VK Partizan
- 1981: VK Jug Dubrovnik
- 1980: POŠK Split
- 1979: VK Partizan
- 1978: KPK
- 1977: VK Partizan
- 1976: VK Partizan
- 1975: VK Partizan
- 1974: VK Partizan
- 1973: VK Partizan

- Datos: Q13304594